# Peter Mygind
Peter Mygind (Frederiksberg, 28 augustus 1963) is een Deens acteur, tv-presentator, muzikant en entertainer. 

## Loopbaan
Peter Mygind volgde van 1988 tot 1992 de opleiding aan Den Danske Scenekunstskole (de staatstoneelschool) in Kopenhagen. Hij werd bekend als komisch acteur op de televisie en had in 1995 succes met de figuur Score-Kaj. Sindsdien heeft hij gespeeld in tal van speelfilms en populaire televisieseries. Op het toneel speelde hij in onder meer Det Danske Teater, Rialto Theatret, Betty Nansen Teatret en Det Kongelige Teater.
Hij was te zien in de tv-series Riget (The Kingdom) van Lars von Trier, TAXA, Nikolaj og Julie en Anna Pihl. Van de wekelijkse serie 4-stjerners middag, waarin vier bekende Denen in wisselende samenstelling voor elkaar kookten en met elkaar converseerden, werd de kwaliteit volgens velen vooral bepaald door Myginds commentaren buiten beeld. 
In Nederland en België is hij vooral bekend vanwege zijn rol als de politicus, later journalist Michael Laugesen in de televisieserie Borgen. Hij speelt ook de titelrol in de politieserie Sommerdahl, die sinds 2020 in Nederland wordt uitgezonden door NPO 3 in vier seizoenen van elk vier dubbele afleveringen. Een zesde seizoen wordt vanaf februari 2025 uitgezonden door de tv-zender DR 2.

## Privé
Mygind is een zoon van de zakenman Søren Mygind en de actrice en regisseur Jytte Abildstrøm. Vanaf zijn dertiende heeft hij vijf jaar op een kostschool in Zwitserland gezeten. De acteur trouwde in 1996 met de journaliste Lise Mühlhausen. Samen hebben zij twee kinderen, Julius en Valdemar.
Omdat een van zijn zoons tot twee keer toe slachtoffer was van zinloos geweld geeft Mygind lezingen over geweld en pesten en heeft hij deelgenomen aan campagnes voor maatschappelijke verantwoordelijkheid met de nadruk op kinderrechten. In dat kader was in 2013 in het tv-programma Myginds mission (De missie van Mygind) te zien hoe hij als tijdelijke leerkracht werkte op een school in het Kopenhaagse stadsdeel Vanløse.  

## Filmografie

### Films
| Jaar | Film                                | Rol                                              |
| ---- | ----------------------------------- | ------------------------------------------------ |
| 1991 | Høfeber                             | Hubert                                           |
| 1994 | Riget                               | Mogens Moesgaard, "Mogge"                        |
| 1996 | Krystalbarnet                       | Myrdal                                           |
| 1997 | Hannibal og Jerry                   | Glazenmaker                                      |
| 1998 | Baby Doom                           | Max, programmeur                                 |
| 2001 | Flyvende farmor                     | Havnevagt ved Storebælt                          |
| 2001 | Et rigtigt menneske                 | Walther, Lisa's vader                            |
| 2006 | Sprængfarlig bombe                  | Tom Frej                                         |
| 2006 | Der var engang en dreng             | Snehvides vejservice ('Sneeuwwitje wegendienst') |
| 2008 | Flammen & Citronen                  | Winther                                          |
| 2009 | Monsterjægerne                      | Tom                                              |
| 2010 | Min søsters børn vælter Nordjylland | Oom Erik                                         |
| 2012 | Min søsters børn alene hjemme       | Oom Erik                                         |
| 2012 | Kufferten                           | Officier                                         |
| 2013 | Min søsters børn i Afrika           | Oom Erik                                         |

### Series
| Jaar      | Serie                                    | Rol                               |
| --------- | ---------------------------------------- | --------------------------------- |
| 1994      | Frihedens skygge                         | Frank Søndergaard (1 afl.)        |
| 1996      | Charlot og Charlotte                     | Journalist (1 afl.)               |
| 1997      | Riget                                    | Mogens "Mogge" Moesgaard (8 afl.) |
| 1997-1999 | TAXA                                     | Andreas Lund-Andersen (55 afl.)   |
| 2000-2001 | Skjulte spor                             | Jonas Kjærgaard (1 afl.)          |
| 2001      | Rejseholdet                              | Bagger (1 afl.)                   |
| 2002-2003 | Nikolaj og Julie                         | Nikolaj Bergstrøm (22 afl.)       |
| 2006-2008 | Anna Pihl                                | Jan (30 afl.)                     |
| 2010-2012 | 4-stjerners middag                       | Commentaarstem (150 afl.)         |
| 2010-2022 | Borgen                                   | Michael Laugesen (22 afl.)        |
| 2012      | Forbrydelsen III                         | Tage Steiner (2 afl.)             |
| 2013      | Tatort - Borowski und der brennende Mann | Herr Kviesgaard                   |
| 2019      | Den som dræber - Fanget af mørket        | Møller Thomsen 'MT' (8 afl.)      |
| 2019-2022 | Sommerdahl                               | Dan Sommerdahl (32 afl.)          |

- Bibliothèque nationale de France: cb167738566 (data)
- Gemeinsame Normdatei: 1061373568
- International Standard Name Identifier: 0000 0003 7188 7801
- Library of Congress Control Number: no2010116596
- Nederlandse Thesaurus van Auteursnamen: 343799839
- Virtual International Authority File: 32149196503174791985